# Michael G. Moye
Michael G. Moye (New Haven (Connecticut), 11 augustus 1954) is een Amerikaans scenarioschrijver en televisieproducent. Samen met Ron Leavitt was hij de bedenker van de populaire komedieserie Married... with Children.
Hij schreef en produceerde tientallen afleveringen van deze serie en was sporadisch te zien als figurant. Eenmalig had hij een actievere rol: in seizoen 5, aflevering 23 speelde hij Young Zeke, een oude plattelandsbewoner.